# Les Muppets à Manhattan
Pour plus de détails, voir Fiche technique et Distribution.
Les Muppets à Manhattan ou Les Muppets attaquent Broadway au Québec (The Muppets Take Manhattan) est une comédie musicale de marionnettes américaine réalisé par Frank Oz, sorti en 1984, reprenant l'univers et les personnages du Muppet Show et qui introduit pour la première fois les Muppet Babies, de Jim Henson qui participe d'ailleurs à ce film.

## Synopsis
Les Muppets viennent d'obtenir leur diplôme à l'université et veulent aller fêter cela à Manhattan où ils espèrent aussi pouvoir monter leur nouveau spectacle musical. Mais rien ne se passe comme prévu : personne ne veut les produire, et ils se retrouvent séparés sur des chemins différents, jusqu'au jour où Kermit, renversé par une voiture, devient amnésique.

## Fiche technique
Sauf indication contraire, les informations mentionnées dans cette section peuvent être confirmées par les bases de données cinématographiques IMDb et Allociné,  présentes dans la section « Liens externes ».
- Titre original : The Muppets Take Manhattan
- Titre français : Les Muppets à Manhattan
- Titre québécois : Les Muppets attaquent Broadway[1]
- Réalisation : Frank Oz, assisté de Ronald M. Bozman et Tony Gittelson
- Scénario : Frank Oz, Tom Patchett et Jay Tarses, d'après une histoire de Tom Patchett et Jay Tarses
- Musique : Ralph Burns et Jeff Moss
- Direction artistique : Paul Eads et W. Steven Graham
- Décors : Stephen Hendrickson
- Costumes : Calista Hendrickson, Karen Roston et Polly Smith
- Coiffure : Romaine Greene
- Photographie : Robert Paynter
- Son : Anthony J. Ciccolini III, Paul Coombe, Lee Dichter
- Montage : Evan A. Lottman
- Production : David Lazer
  - Production déléguée : Jim Henson
- Sociétés de production : Henson Associates, TriStar Pictures et Delphi II Productions
- Sociétés de distribution : TriStar Pictures (États-Unis) ; UGC Distribution (France)
- Budget : n/a[2]
- Pays de production :  États-Unis
- Langue originale : anglais
- Format : couleur (Metrocolor) (Technicolor) — 35 mm — 1,85:1 (Panavision) — son Dolby stéréo
- Genre : comédie, musical, aventure, drame,marionnette
- Durée : 94 minutes
- Dates de sortie[3] :
  - États-Unis, Québec : 13 juillet 1984[1]
  - France : 17 juin 1987

## Distribution

### Personnages réels
- Louis Zorich : Pete
- Juliana Donald : Jenny
- Lonny Price : Ronnie Crawford
- Gates McFadden : Nance

### Caméos
- Art Carney : Bernard Crawford
- Dabney Coleman : Murray Plotsky / Martin Price
- James Coco : M. Skeffington
- Elliott Gould : officier de police
- Lonnie Price : Ronnie Crawford
- Gregory Hines : roller skater
- Ed Koch : lui-même (maire de New York)
- John Landis : Leonard Winesop
- Liza Minnelli : elle-même
- Joan Rivers : Eileen
- Brooke Shields : la cliente
- Linda Lavin : la doctoresse de Kermit

### Marionnettistes
- Jim Henson : Kermit la grenouille, Rowlf le chien, Dr Teeth and the Electric Mayhem, Chef suédois, Ernie, The Muppet Newsman et Waldorf
- Frank Oz : Miss Piggy, Bert, Fozzie Bear, Sam l'Aigle, Macaron le glouton, Animal
- Jerry Nelson : Camilla, Henry Monster, Floyd Pepper, Robin la grenouille, Pops, Lew Zealand, Bear
- Richard Hunt : Scooter, Janice et Statler
- Dave Goelz : Gonzo, Chester, Bill, Zoot, Penguin et Jim
- Steve Whitmire : Rizzo et Gill

### Voix françaises
- Patrick Préjean : Kermit
- Jacques Ebner : Fozzie
- Serge Lhorca : Gonzo / Statler
- Claude Joseph : Animal / Floyd / Statler vieux
- Pascal Renwick : Rizzo / un policier
- Claude Rollet : Gonzo bébé
- Maïk Darah : Gill
- Jacques Ciron : Bill
- Claude Nicot : Rowlf
- Béatrice Delfe : Elleen
- Roland Ménard : Bernard Crawford
- Luq Hamet : Ronnie Crawford
- Philippe Dumat : M. Skeffington
- Pierre Hatet : Martin Price
- Régine Teyssot : la cliente / un rat
- Arlette Thomas : Liza Minnelli / Beth
- Renée Regnard : la vieille dame réclamant son argent
- Georges Berthomieu : un policier / l'homme des travaux publics
- Michel Bardinet : Pete, le patron du restaurant
- Agathe Mélinand : Jenny, la fille de Pete
- Jean Roche : le patron de la parfumerie
- Yves Barsacq : le lanceur de poisson dans le cinéma
- Emmanuel Gomès-Dekset : roller skater
- Martine Messager : la doctoresse
- William Sabatier : un spectateur durant la cascade de Gonzo

## Sorties cinéma
Sauf mention contraire, les informations suivantes sont issues de l'IMDb
- États-Unis : 13 juillet 1984
- Italie : 9 novembre 1984
- Brésil : 14 décembre 1984
- Mexique : 14 décembre 1984
- Australie : 20 décembre 1984
- Pays-Bas : 20 décembre 1984
- Finlande : 21 décembre 1984
- Royaume-Uni : 21 décembre 1984
- Suède : 22 décembre 1984
- Argentine : 3 janvier 1985
- Allemagne de l'Ouest : 22 mars 1985
- Portugal : 26 mars 1985
- Canada : 3 avril 1985
- Philippines : 23 mai 1985 (Davao)
- Hong Kong : 2 août 1985
- Japon : 12 juillet 1986
- France : 17 juin 1987
- Chine : 1er février 1988
- Danemark : 15 mai 1988
- Irlande : 7 février 1989

## Sorties vidéo
Sauf mention contraire, les informations suivantes sont issues de l'IMDb
- Au Japon, le film Les Muppets à Manhattan est sorti en vidéo le 1er juillet 1988.
- En Grèce, le film est sorti directement en DVD le 10 mai 2000.
- En France, le film est également sorti directement en DVD le 16 mai 2000[4], puis sorti en VOD le 1er janvier 2022[5].
- Quant à la Serbie, le film est sorti directement en vidéo le 12 août 2002.

## Nominations
- Academy of Science Fiction, Fantasy and Horror Films- Saturn Award 1985 : meilleure musique pour Ralph Burns
- Oscar 1985 : meilleure chanson de bande originale pour Jeff Moss
- Young Artist Awards 1985 : meilleur film familial - comédie ou comédie musicale